# Dos Mukasan
Dos Mukasan (kaz. Досмұқасан; ros. Дос-Мукасан) – kazachski zespół rockowy wykonujący muzykę w języku kazachskim oraz rosyjskim. Został założony w 1967 roku przez studentów Kazachskiej Politechniki w Ałmaty. Aktualnie nazywany „kazachskim The Beatles”. Nazwa Dos Mukasan jest skrótowcem powstałym z połączenia pierwszych liter imion członków zespołu.

## Skład zespołu[1]
Na przestrzeni lat skład zespołu zmieniał się wiele razy. Do składu założycielskiego należeli: Dosim Sułjew, Murat Kusainow, Hamit Sanbajew, Sanja Ałeksandr Litwinow. Później w zespole grali również Dariga Tursunowa, Szarip Omarow, Bakyt Dżumadilow, Szomotow Aknaj, Askar Dżankuszukow, Nurtas Kusainow i Kurmanaj Omarowa, jak i wielu innych.

## Twórczość

### Albumy studyjne
- Дос-Мукасан (1973)
- Дос-Мукасан (1973)
- Дос-Мукасан (1973)
- Дос-Мукасан (1976)
- Дос-Мукасан (1980)
- Дос-Мукасан (1983)

### Wybrane utwory
(na podstawie źródła)
- Ты — моя мечта
- Куә бол
- Tой жыры
- Құдаша
- Дударай
- Туған жер
- Сұлу қыз
- Наз қоңыр
- 16 қыз
- Қарлығаш
- Жанарым
- Ахау бикем
- Ақ сиса
- Алатау
- Алматы түнi
- Арал
- Қайдасың
- Су тасушы қыз
- Шофер келеді Қырманға
- Ауылың сенің іргелі
- Қуанышым менің
- Ләйлім-шырақ
- Бойжеткен
- Ғашықтар әні
- Жыр жазамын жүрегімнен
- Сағындым сені
- Күт мені
- Той жыры
- Бақытка барар жолда